# ISO 10006
La norme internationale ISO 10006 intitulée Systèmes de management de la qualité — Lignes directrices pour le management de la qualité dans les projets est un recueil de conseils relatif au management de la qualité dans le cadre des projets. Elle définit un ensemble de notions relatives aux projets et à leurs systèmes de qualité, identifie les responsabilités de la direction, et propose de conseils relatifs aux processus de gestion de projets et à l'amélioration de ceux-ci.   Cette norme de 34 pages se veut applicable à toutes sortes de projets, quels que soient leur taille, durée ou domaine. Elle est publiée par l'Organisation Internationale de Normalisation et sa version actuelle date de 2017.

## Principes
ISO 10006 définit un projet comme « un processus unique qui consiste en un ensemble d’activités coordonnées et maîtrisées comportant des dates de début et de fin, entrepris dans le but d’atteindre un objectif conforme à des exigences spécifiques, incluant les contraintes de délais, de coûts et de ressource ». Elle identifie les parties intéressées, les fournisseurs, le plan de management de projet, le plan qualité et d'autres concepts liés.  
La norme analyse les caractéristiques propres aux projets comme leur découpage en phases uniques et en processus. Elle rappelle les principes de management de qualité comme l'orientation client, l'implication du personnel, et l'approche par les processus. Elle recommande en conséquence d'adopter un système de management de la qualité du projet qui devrait être documenté dans un plan qualité. 
La norme souligne les responsabilités de la direction dans la qualité, notamment par son engagement, par l'intégration des principes de qualité dans les processus stratégiques, ainsi que par des revues de direction et l'évaluation de l'avancement. Elle propose ensuite des conseils pour la mise en œuvre de la qualité dans les processus de management des ressources du projet et dans les processus de réalisation du produit (c'est-à-dire la coordination du projet, le contenu du projet, les délais, les coûts, la communication, les risques et les achats), ainsi que pour l'amélioration de la qualité en alliant mesures et analyses et amélioration continue. 
Une annexe résume les 37 processus significatifs pour la qualité des projets, en les reliant à 13 thèmes (sections du texte) abordés par la norme.

## Relation avec d'autres normes et référentiels
ISO 10006 dépend des normes ISO 9000 sur les principes essentiels et le vocabulaire relatif aux systèmes de qualité et ISO 9004 sur l'amélioration des performances qui en sont des référentiels indispensables.  Aux 34 pages de la norme, il faut donc rajouter les 53 pages de ISO 9000 et les 50 pages de ISO 9004, soit 137 pages au total. 
ISO 10006 traite de la qualité dans les processus de management de projets mais ne constitue pas en elle-même un guide pour le management de projet. Ceci est l'objet de la norme ISO 21500 intitulée "Lignes directrices pour le management de projets".  On note quelques différences dans la terminologie utilisée (par exemple "parties prenantes" comparé à "partie intéressée", ou "approvisionnement" comparé à "achats") par les deux normes, ISO 21500 étant la plus récente. 
La norme ISO 10006 a été inspirée par le PMBOK (acronyme de l'anglais "Project Management Body of Knowledge", le référentiel d'une association professionnelle internationale appelée PMI, et qui a été adoptée comme norme américaine par l'ANSI.

## Origine et historique
En 1979, le comité technique ISO/TC 176 est créé pour conduire les travaux de normalisation dans le domaine de la qualité, dont sera issu la norme ISO 9000.  Celui-ci constitue en 1982 le groupe de travail SC 2 pour traiter des systèmes de qualité et qui sera à l'origine notamment des normes ISO 9001 pour les exigences des systèmes de qualité, ISO 9004 concernant l'amélioration des performances, ISO 10005 pour les lignes directrices applicables aux plans de qualité, ISO 10006 pour les lignes directrices applicables à la qualité dans le cadre des projets, et ISO 10007 pour les lignes directrices applicables à la gestion de configuration. 
La première version, ISO 10006:1997 est publiée en décembre 1997.   
La deuxième version, ISO 10006:2003 est publiée en juin 2003.  